# Heckenlandschaft oberhalb der Hausener Mühle in Heeräcker, Ried, Buchreute und Schildbühl
Die Heckenlandschaft oberhalb der Hausener Mühle in Heeräcker, Ried, Buchreute und Schildbühl ist ein vom Landratsamt Tuttlingen am 11. Januar 1944 durch Verordnung ausgewiesenes Landschaftsschutzgebiet auf dem Gebiet der Gemeinde Hausen ob Verena.

## Lage
Das Landschaftsschutzgebiet Heckenlandschaft oberhalb der Hausener Mühle in Heeräcker, Ried, Buchreute und Schildbühl liegt südlich von Hausen ob Verena und reicht vom Gewann Unterm Ried im Norden bis zum Gewann Schildbühl im Süden. Es gehört zum Naturraum Baar.

## Landschaftscharakter
Der Norden des Gebiets wird großflächig von mageren Flachlandmähwiesen geprägt. Im Süden beherrschen Nadelforste und in Sukzession befindliche ehemalige Schafweiden das Landschaftsbild.

## Zusammenhängende Schutzgebiete
Das Landschaftsschutzgebiet überschneidet sich in Teilen mit dem FFH-Gebiet Großer Heuberg und Donautal. 